# Salsa tártara
La salsa tártara es una salsa tradicional de la cocina francesa, que contiene mayonesa y mostaza, junto con alcaparras, aceitunas, cebollas y rábano; a veces se añade perejil.

## Usos
Esta salsa suele emplearse como acompañamiento de otros platos, aliño de platos que contienen pescado o carnes como alitas de pollo o hamburguesas. El vinagre se añade como reforzador del sabor. La mezcla normalmente se deja reposar en un sitio fresco durante un par de horas. El nombre de esta salsa proviene de las tribus tártaras de Mongolia, aunque el apelativo «tártaro» viene a significar en francés «crudo», como en steak tartare (filete tártaro).

## Gastronomía
En The Cooks and Confectioners Dictionary de John Nott (chef del segundo Duque de Bolton) o en Accomplish'd Housewife's Companion de 1723, este tipo de salsa se describió como parte de la receta de Tartar Pigeons with Cold Sauce (Pichón a la tártara con salsa fría). Según su receta, esta salsa se hacía con un trozo de cebolla o chalotes, filete de anchoa y unas cucharadas de pepinillos, todos los ingredientes tenían que estar triturados. Luego, tras añadir una cucharada de perejil picado, una pequeña cantidad de sal y pimienta, había que mezclar bien los ingredientes con cinco o seis cucharadas de aceite, una cucharada de agua y el jugo de un limón. Justo antes de servir, había que añadir una cucharada de mostaza a la salsa y servirla fría, vertiéndola sobre el plato, y se colocaban encima los pichones ya preparados.
En la cocina polaca, aparecen tres recetas de platos al estilo tártaro en el libro Kucharz Perfect (El cocinero perfecto) de Wojciech Wielądko, publicado en 1783. Se trata de pollo al estilo tártaro (página 133; servido con una salsa pequeña), lucio al estilo tártaro (página 234; el autor indica servirla con salsa remulada, pero, contrariamente a lo declarado, la receta no está en el libro), y orejas de ternera al estilo tártaro, junto a las cuales también se describe el método de elaboración de la salsa.

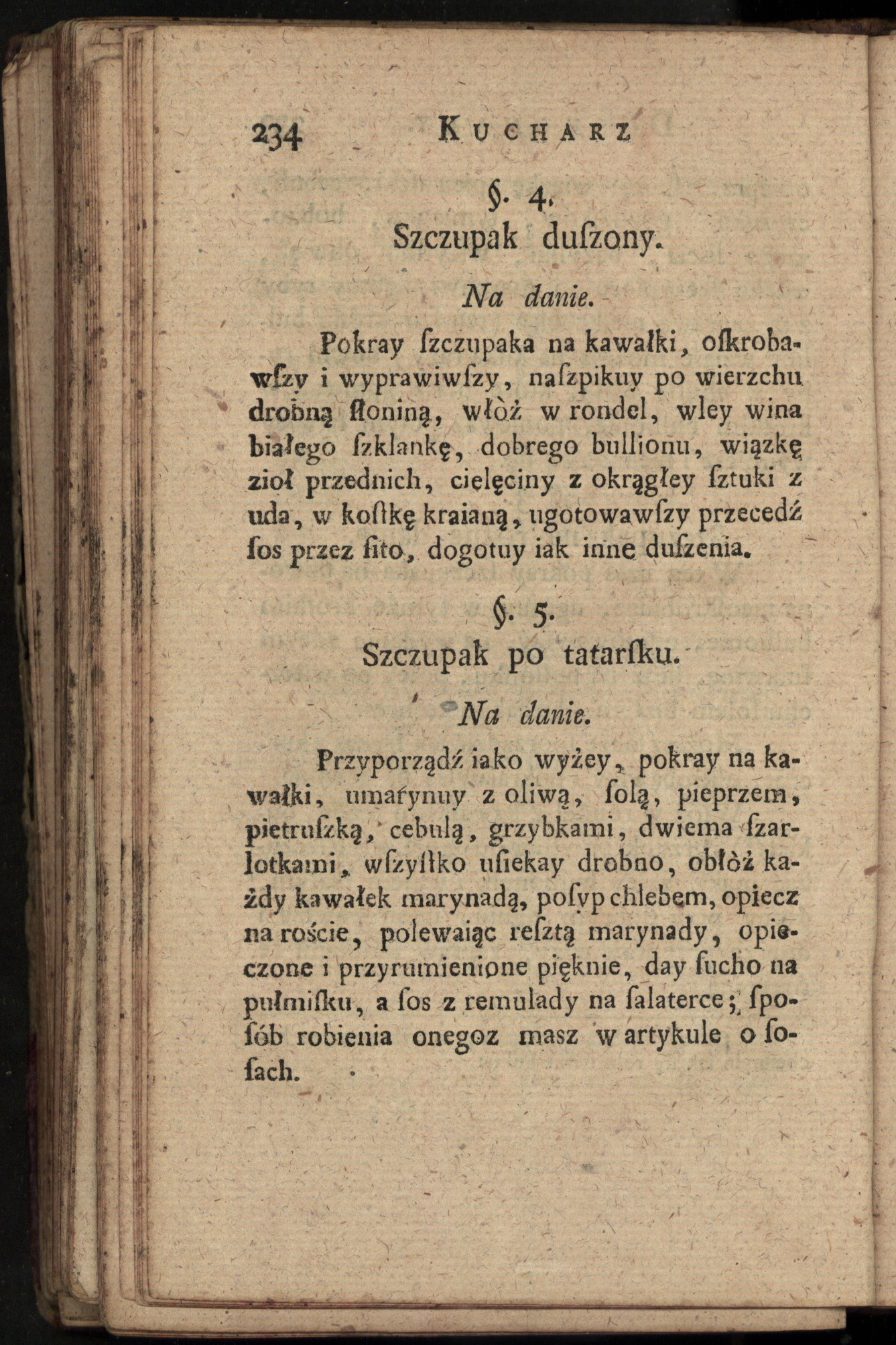
Receta de lucio a la tártara en el libro El cocinero perfecto de Wojciech Wielądko, 1783

## Platospo tatarsku(a la tártara)
Los libros de cocina del siglo XVIII dan recetas de varios tipos de carne y pescado cocinados a la tártara, lo que significaba hornear o asar después de empanar en pequeños picatostes o pan desmenuzado. Este tipo de platos eran conocidos en las cocinas francesa, inglesa y polaca.
Un ejemplo de este tipo de plato es el «Pike po tartarsku» (Lucio a la tártara) del libro de Menon «Nouveau traité de la Cuisine», publicado en 1742.
Algunos de ellos se servían con una salsa fría, consistente en diversas combinaciones de cebolla, chalota, aceite, vinagre o zumo de limón u otra fuente de sabor ácido, mostaza y aromas. Entre sus ingredientes aún no figuraba la yema de huevo, que con aceite habría formado la mayonesa, y que aparece en recetas posteriores.

### En la actualidad
El distinguido chef suizo Joseph Favre describe generalmente los orígenes de los platos tártaros y la salsa tártara y sus variantes en su diccionario de cocina práctica bajo el título Dictionnaire universel de cuisine pratique en la segunda edición de 1905.
PO TATARSKU (a la tártara)- Un método de preparación de alimentos que en el pasado se creía que provenía de las cocinas de los pueblos de Turkestán. Sin embargo, parece más probable que este método de preparar carnes empanadas con salsa picante nos haya llegado de los bárbaros durante la invasión del norte, por lo que hoy en día se llama con más precisión en polaco.
En el pasado, los platos preparados al estilo tártaro siempre se rebozaban, se asaban a la parrilla y se servían con una salsa picante de mostaza, pero la cocina francesa moderna distingue acertadamente la forma de preparación en polaco, describiéndola como cualquier carne empanada, mientras que hoy en día el estilo de presentación de una carne a lo tártaro es una carne muy picante, salsa sin mostaza, para distinguirla de salsas como la remulada, que deben contenerla.
Salsa tártara fría (receta 5.280). Sazonar generosamente la salsa mahonesa con pimienta y añadir el cebollino picado, el perejil, el perifollo, las alcaparras, los pepinillos, todo cortado con cuidado.
Salsa tártara templada (receta 5.281). Después de preparar mayonesa tibia según la receta 3.258 y agregarle hierbas frescas, como se indicó anteriormente, se obtiene una salsa tártara tibia, más adecuada para su uso en servicio de restaurante.
En el sur, el sabor de la salsa se intensifica al agregar ajo, en América, el jengibre y el cilantro se usan para esto, en el norte de Europa, eneldo picado y raíz de rábano picante rallada.
Joseph Favre Dictionnaire universel de cuisine pratique tomo 4, 1905, páginas 1467–1468.

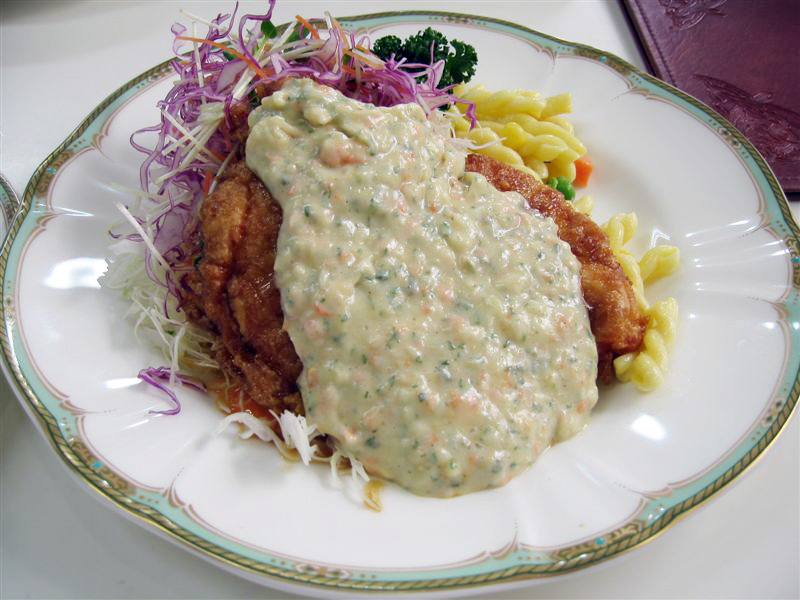
Pollo recubierto de salsa tártara.

En las recetas estadounidenses la salsa tártara puede incluir pepinillos picados o una preparación de pimiento verde dulce, alcaparras, cebollas (o cebolletas) y perejil fresco.

## Etimología
La palabra «tártaro» posiblemente sea un vocablo túrquico que hace referencia al pueblo tártaro. La salsa tártara fue denominada por su asociación con el platillo de carne cruda denominado «carne a la tártara». La edición 1921 de Le Guide Culinaire del cocinero francés Georges Auguste Escoffier define «carne a la tártara» como una "pieza de carne a la americana acompañada con yema de huevo, servida con un acompañamiento de salsa tártara".
Según Joseph Favre, el vocablo tartare vendría de los bárbaros nórdicos y se habría aplicado a las preparaciones empanizadas a la plancha, acompañadas de una salsa picante; las preparaciones empanizadas se llamaban à la polonaise en la cocina francesa, pero el nombre se mantuvo para la salsa.
Los tártaros son un nombre inapropiado de los pueblos turco-mongoles, cuyo territorio también se llamaba Tartaria en Occidente, debido a una confusión con el pueblo turco de los tártaros, que vivían cerca de los mongoles. Estos pueblos trajeron a Europa muchos platos de cervecería basados en la dieta de la Europa Oriental, como el chucrut (traído del noreste, la región de Tungus de China, por los hunos; también encontraron salchichas y codillo de cerdo en la cocina tradicional), o bistec tartar, comido tradicionalmente como yukhoe en Corea. La cultura de éste está muy influenciada por los mongoles (lucha mongol y ssireum, lengua, tradiciones chamánicas …).

## La salsa tártara como producto industrial

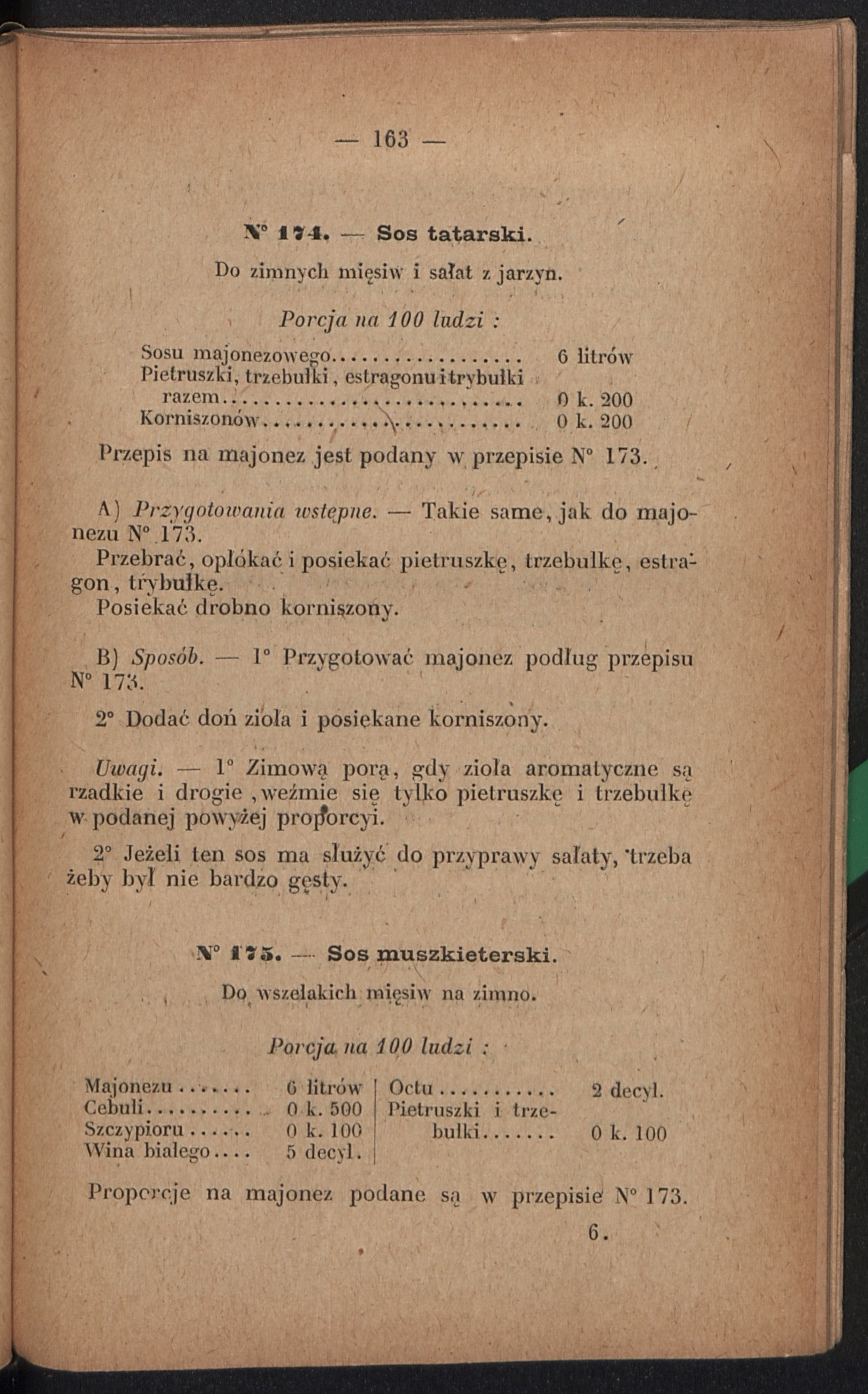
Una receta de salsa tártara en proporciones para 100 personas en el libro de cocina Kuchnia garnizonowa oraz wskazówki tyczące się racjonalnego odżywiania wojska" (Cocina de guarnición y consejos para la nutrición racional del ejército), publicado en París en noviembre de 1918. "0 k. 200" significa 0 kilogramos 200 gramos.

La salsa tártara se produce industrialmente, pero incluso los productores que pertenecen a la misma empresa en diferentes países utilizan diferentes recetas y diferentes envases.
Por ejemplo, entre las marcas pertenecientes al grupo Nestlé, la situación es la siguiente:
- En Polonia, la salsa tártara de la marca Winiary se vende en frascos de vidrio y tiene el siguiente conjunto de ingredientes:[7] aceite vegetal, agua, verduras encurtidas en rodajas 9,5% (pepino, agua, cebolla, vinagre, azúcar, sal), azúcar, vinagre, glucosa, mostaza (agua, mostaza, vinagre, sal, azúcar, especias aromáticas), yema de huevo, champiñones enlatados en rodajas 1,2% (champiñón, agua, vinagre, sal), sal, proteínas de leche, cebollino seco, aroma (con gluten), hoja de perejil seco, corrector de acidez: ácido cítrico, espesante (goma guar), antioxidante (E 385, ácido etilendiaminotetraacético).
- En Ucrania, bajo la marca Torchin, la salsa tártara[8] se vende en una bolsa de plástico con una válvula exprimible, y sus ingredientes son los siguientes: aceite de girasol, pepinos encurtidos, azúcar, cebolla seca, ajo seco, sal, huevo en polvo, vinagre, ácido láctico, almidón de maíz modificado, perejil seco, estabilizante (goma xantana), extracto de hinojo, cúrcuma, conservante (sorbato potásico), antioxidante E385, colorante (beta caroteno).
- Nestlé Suiza produce y vende salsa tártara en tubos bajo la marca THOMY, y sus ingredientes son:[9] aceite de girasol, vinagre, pepinos encurtidos, agua, yema de huevo, cebolla deshidratada, sal, mostaza, potenciador del sabor (glutamato monosódico), azúcar, sustancias acidificantes (ácido acético, ácido tartárico), vino blanco, perejil, aromas, jugo de limón concentrado, salsa sazonadora, antioxidante.

## Valor nutricional de preparación comercial
Los valores nutricionales declarados de 100 gramos de salsa tártara comercial de nombre Winiary son los siguientes: valor energético 2445 kJ o 594 kcal, proteína 1 g, carbohidratos 7,8 g, incluidos monosacáridos y disacáridos 7,3 g, grasa 62 g, incluidos ácidos grasos saturados 4,8 g, fibra dietética 0,2 g, sodio 0,6 g.

## En España
En España es común preparar la salsa tártara usando pepinillos en vinagre, alcaparras, cebolla, mayonesa y cebollino. 

## Posible confusión
La salsa tártara no debe confundirse con el polvo blanco llamado cremor tártaro (una sal potásica del ácido tartárico), que se utiliza en repostería como agente leudante y en la industria vinícola como un corrector de la acidez del vino.